# Vesna Györkös Žnidar
Vesna Györkös Žnidar, née le 29 décembre 1977 à Ljubljana, est une femme d'État slovène, membre du Parti du centre moderne (SMC). Elle est ministre de l'Intérieur de 2014 à 2018.

## Biographie
Elle est diplômée d'un Master of Law obtenu à la London School of Economics (LSE).
Le 18 septembre 2014, elle est nommée ministre de l'Intérieur dans le gouvernement du président du gouvernement social-libéral Miro Cerar. Elle quitte ses fonctions le 13 septembre 2018.